# Zoran Ferić
Pour les articles homonymes, voir Ferić.
Zoran Ferić (né le 2 juin 1961 à Zagreb) est un écrivain et chroniqueur croate qui réside à Zagreb. 

## Biographie
Il est diplômé en croatistique de la faculté de Philosophie à l'université de Zagreb.
Il a écrit trois romans et deux recueils de nouvelles. Pour son œuvre littéraire, il a reçu le prix Ksaver Sandor Gjalski en 2000 et le prix Jutarnji list en 2001.
Il assure une chronique dans le magazine hebdomadaire Nacional et enseigne le croate dans un lycée de Zagreb.

## Œuvres
- 1996 : Mišolovka Walta Disneya Le Piège Walt Disney, traduit en français par Chloé Billon, Metz, éditions de l'Éclisse, 2019  (ISBN 978-2-490295-01-2). Ce recueil contient 10 nouvelles.
- 1998 : Quattro stagioni
- 2000 : Anđeo u ofsajdu
- 2002 : Smrt djevojčice sa žigicama
- 2003 : Otpusno pismo
- 2005 : Djeca Patrasa
- 2007 : Simetrija čuda
- 2011 : Kalendar Maja